# Cab-Forward-Design
Das Cab-Forward-Design ist ein Gestaltungsmittel des Automobildesigns. Ursprünglich stammt der Begriff cab forward aus dem Lokomotivbau. Ziel des Cab-Forward-Designs ist es den Innenraum zu vergrößern, indem die Frontscheibe weit nach vorne versetzt und der Radstand verlängert wird. Durch den längeren Radstand ergibt sich nicht nur mehr Platz auf den Rücksitzen, sondern auch ein besseres Fahrverhalten. Zudem sind die Überhänge kürzer. So kommen ca. 75 % der Fahrzeuglänge den Fahrgästen zugute, während der Motorraum kleiner wird. Diese Bauart hatte es in Europa und Japan schon länger gegeben, besonders bei Fahrzeugen mit Quermotor und Frontantrieb.

## Geschichte
In den USA war das erste in Großserie produzierte Auto im Cab-Forward-Design der AMC Pacer aus dem Jahre 1975. Der Hersteller verwendete zwar nicht den Begriff cab forward, aber Fahrer und Beifahrer saßen darin weiter vorne als in anderen zeitgenössischen Autos. Auch die A-Säulen befanden sich weiter vorn und die Windschutzscheibe überdeckte einen Teil des Motorraums.
Im Jahre 1988 stellte Lamborghini die Studie Lamborghini Portofino im Cab-Forward-Design vor.
Chrysler begann ab 1992 das Cab-Forward-Design in seiner ganzen Modellpalette einzuführen.  Fahrzeuge im Cab-Forward-Design  waren der Chrysler Neon, der Chrysler LHS und der Dodge Intrepid. Im Jahre 2004 wurde das Cab-Forward-Design bei Chrysler wieder aufgegeben.

## Galerie

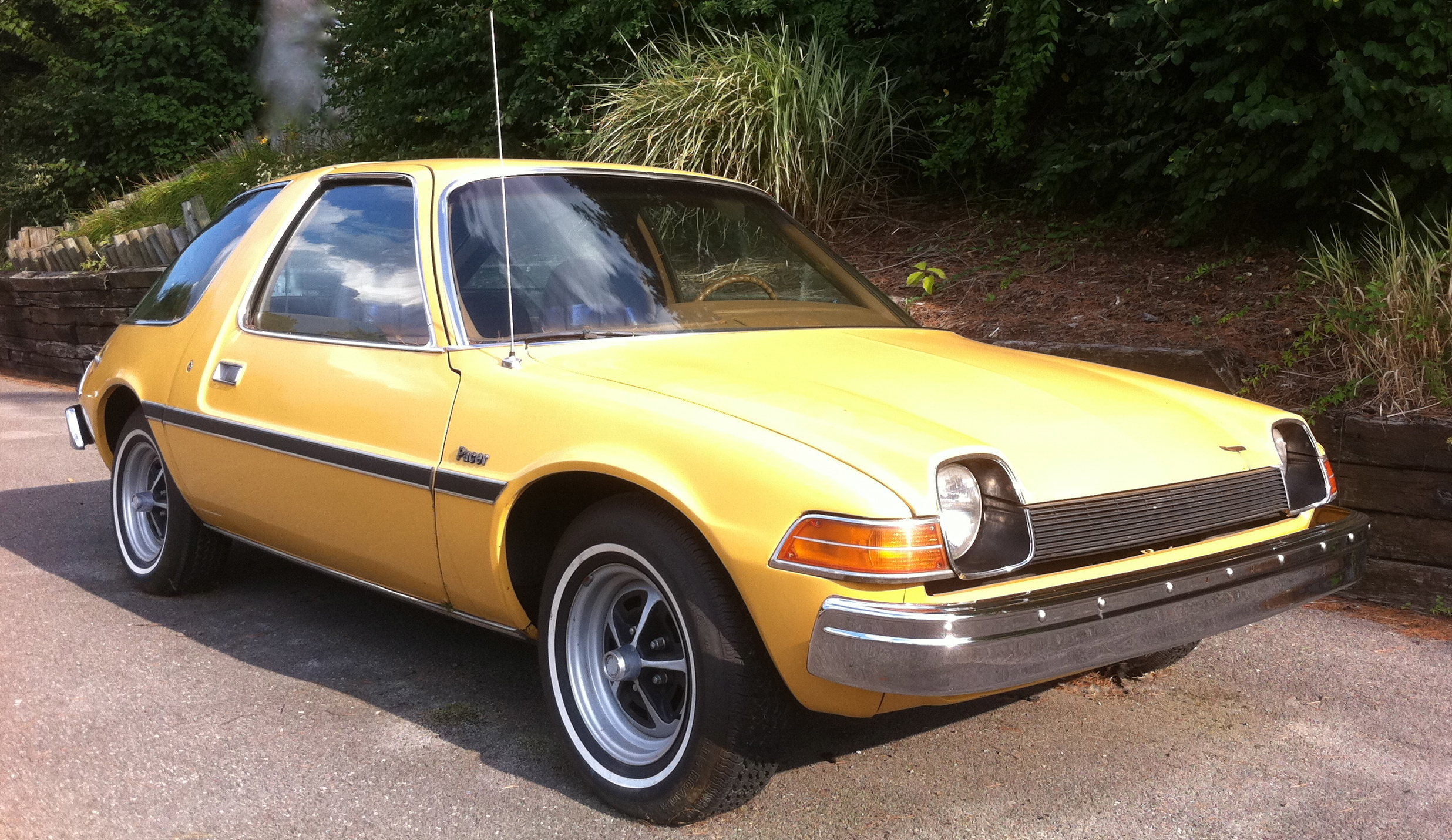
AMC Pacer (1975)
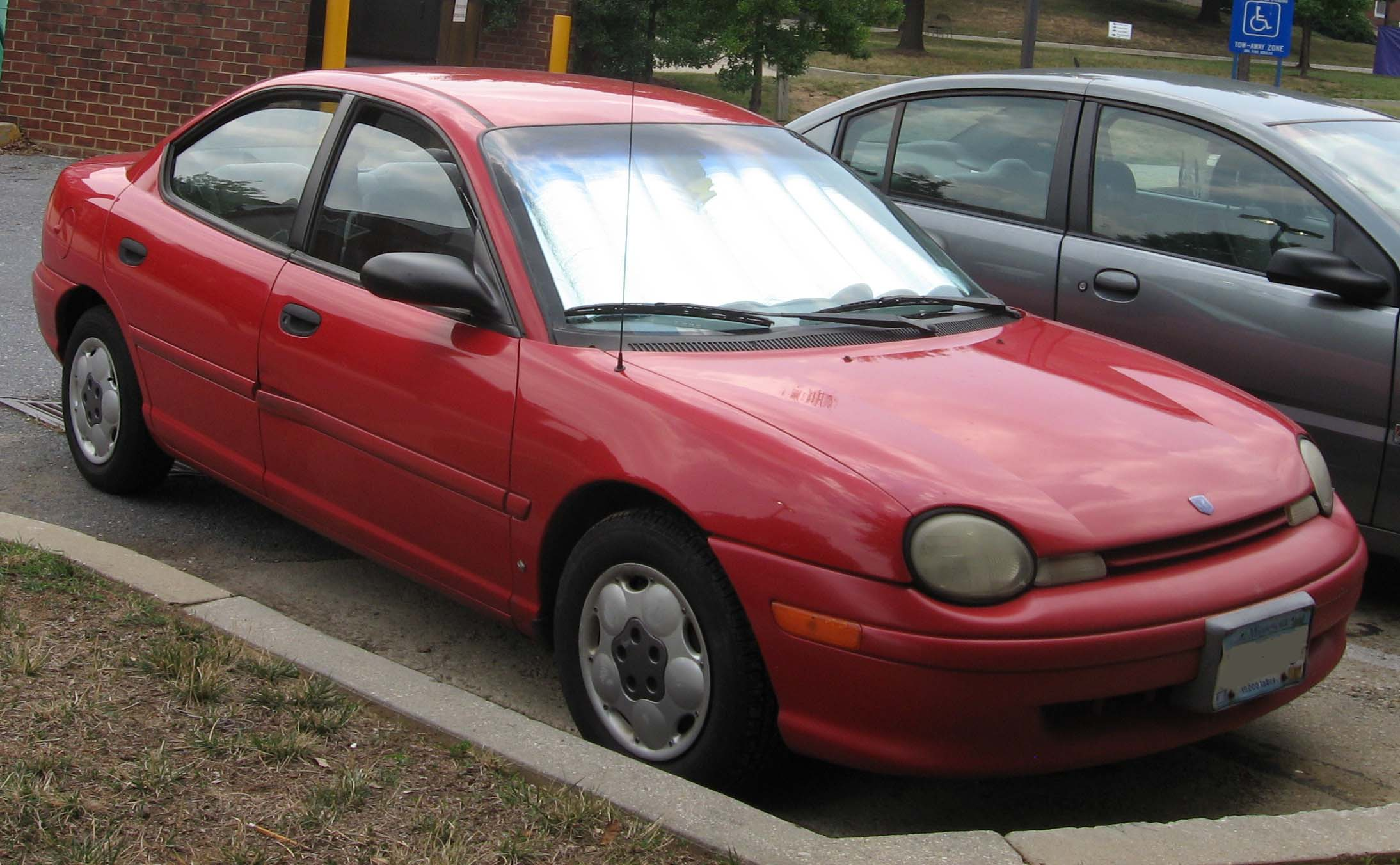
Dodge Neon (1995)
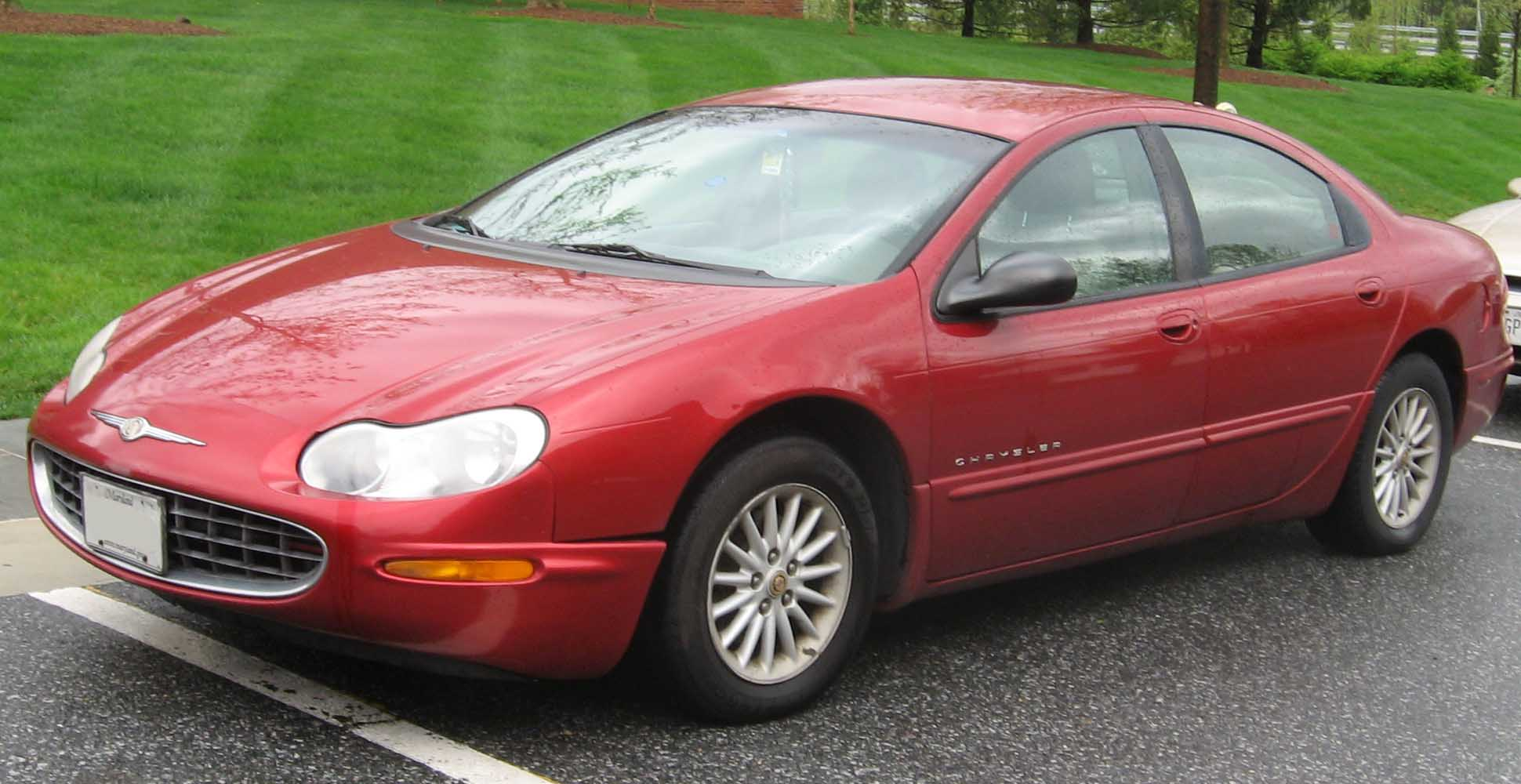
Chrysler Concorde (1997)
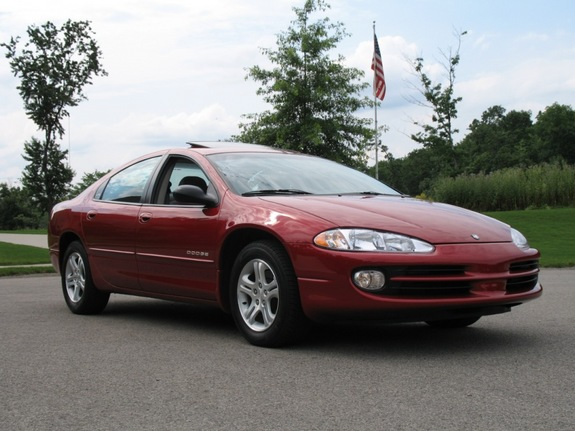
Dodge Intrepid (2000)
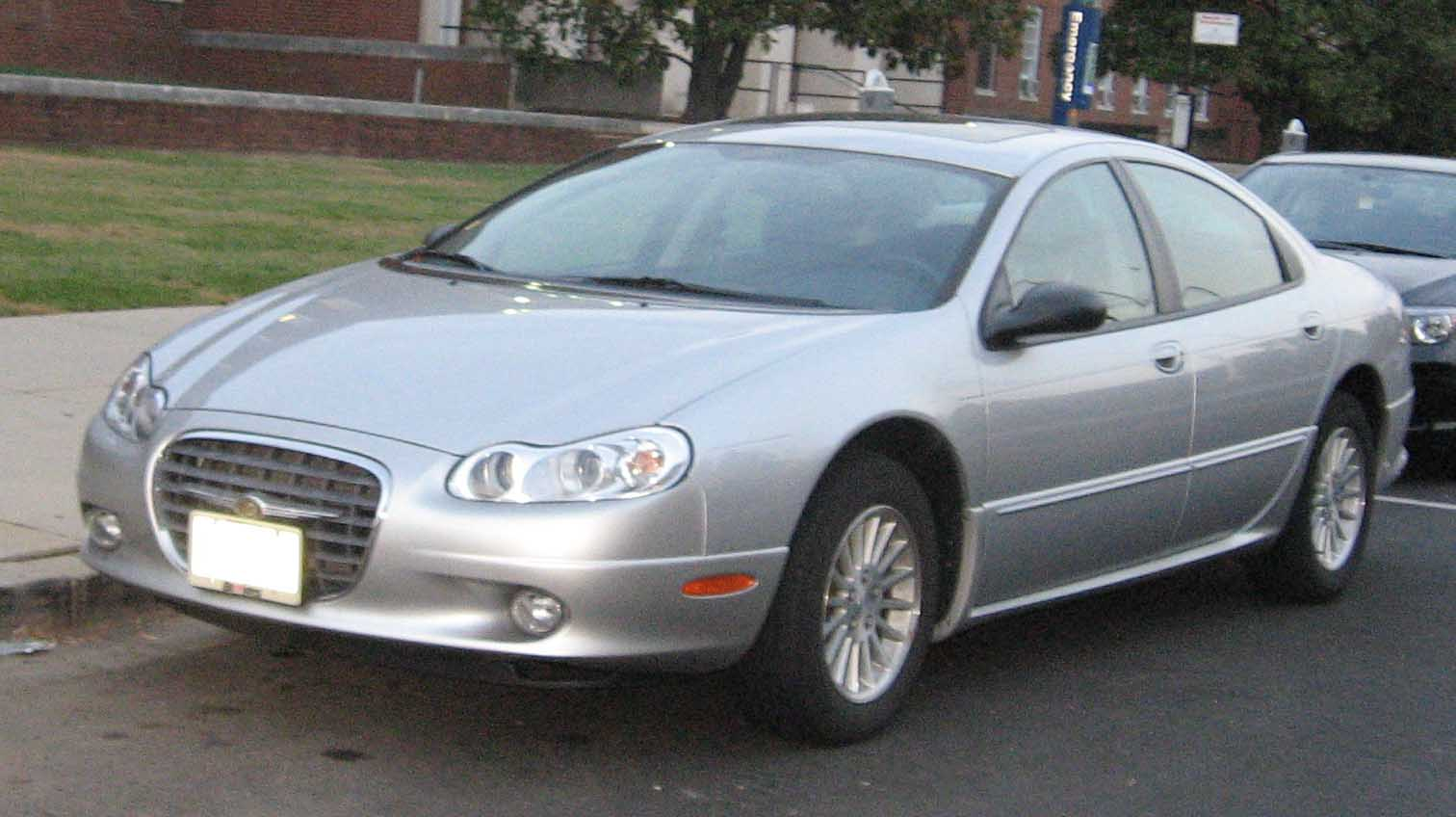
Chrysler LHS (1998)
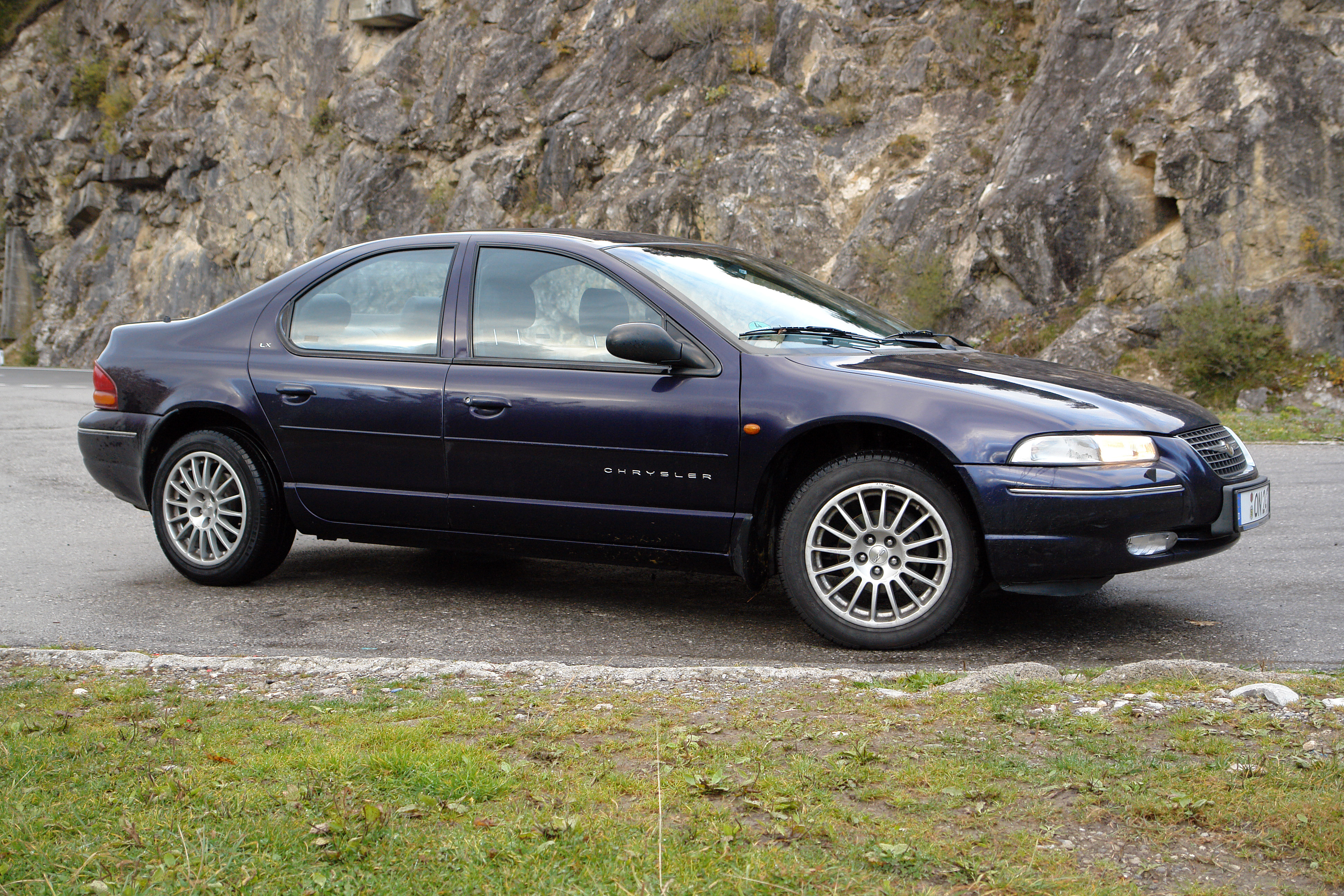
Chrysler Stratus (1999)
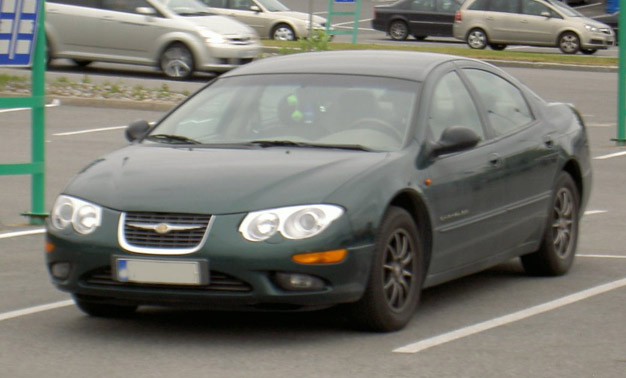
Chrysler 300M (1998)